# Retiro AC
Retiro Athletic Club – argentyński klub piłkarski z siedzibą w Buenos Aires.

## Historia
Klub Retiro Athletic w 1893 roku uzyskał awans do I ligi. W 1894 roku zadebiutował w najwyższej lidze, zajmując ostatnie 6 miejsce. W 1895 było dużo lepiej, bo 4 miejsce na 6 klubów. W 1896 roku Retiro Athletic zajął ostatnie, 5 miejsce. W tym uroku utracił prawo gry w I lidze i jak później okazało się, był to ostatni występ klubu w najwyższej lidze Argentyny.